# Björn Blöndal
Björn Blöndal (* 9. September 1902; † 14. Januar 1987) war ein isländischer Schriftsteller.

## Leben
Seit 1931 arbeitete er als Landwirt, für mehrere Jahre war er auch als Lehrer tätig. Er wurde in Island als Naturfreund bekannt und war Sportangler. Er lebte im Gebiet des Borgarfjörður im südwestlichen Teil Islands.
1949 veröffentlichte er erste Erzählungen. Letztlich erschienen diverse Erzählbände und mehrere Romane. Sein Werk spiegelt seine Naturbegeisterung wider.